# Road Rash II
Road Rash II est un jeu vidéo développé et édité par Electronic Arts. Il s’agit d’un jeu de course de moto sorti en 1992 sur Mega Drive. Il est le deuxième jeu de la série Road Rash, dont le premier épisode est sorti sur Mega Drive en 1991.
Le titre du jeu provient d'un terme d'argot anglais désignant une brûlure de la peau due au frottement de la chaussée après un accident de la route.

## Système de jeu

### Généralités
Le joueur dirige un pilote de moto dans des courses sur route, où il doit éviter de nombreux obstacles et des voitures. Il peut porter des coups à ses adversaires afin de les déstabiliser ou les faire chuter. Il doit par ailleurs éviter de se faire arrêter par la police.
Le jeu est découpé en 5 niveaux. À chaque niveau, le joueur doit se qualifier (c'est-à-dire arriver au moins troisième) à chacune des cinq courses aux paysages différents. Lorsque le joueur passe au niveau suivant, la difficulté globale du jeu augmente : les courses sont plus longues, les obstacles plus nombreux, et les adversaires sont plus agressifs et disposent de motos plus puissantes. De même, la police devient plus offensive et met en place des barrages sur la route.
À la fin de chaque course, après une courte séance animée humoristique, le joueur gagne une certaine somme d'argent qui dépend de son classement à l'arrivée et du niveau de jeu. S'il se fait arrêter par un policier ou si le moteur de sa moto explose, le joueur ne peut terminer la course et perd de l'argent. L'argent accumulé par le joueur lui permet d'acheter des motos plus évoluées.
Il existe quatre modes de jeu :
- le mode Solo
- le mode Take turns, où deux joueurs font des courses chacun leur tour
- le mode Split screen, où les deux joueurs participent aux courses en même temps, l'écran étant divisé en deux horizontalement (split screen)
- le mode Mano a mano, permettant à deux joueurs de s'affronter en duel

La progression dans le jeu peut être sauvegardée à l'aide d'un système de mots de passe.

### Interface et contrôles

Schéma de l'écran de jeu.

L'écran principal du jeu permet de choisir sa course, d'accéder au magasin de motos ou encore à l'écran des options.
En course, l'écran est divisé en deux parties. La partie haute représente la course en vue à la troisième personne, la caméra étant située derrière la moto du joueur. La partie basse de l'écran ressemble à un tableau de bord de moto et procure diverses informations comme la vitesse, la barre de santé du joueur, ou encore deux petits rétroviseurs.
Les contrôles par défaut sont les suivants :
- A : freiner
- B : accélérer et Nitro
- C : frapper

### Courses
Les courses ont lieu dans cinq États américains : Alaska, Hawaii, Tennessee, Arizona et Vermont.
Les paysages et décors sont typiques de chaque État (cactus en Arizona, arbres aux couleurs de l'automne en Vermont...). De même, la musique de chaque course véhicule un sentiment spécifique (la musique pour le désert de l'Arizona est lente et pesante, la musique d'Hawaii commence par une séquence de percussions ethniques...). La musique est très immersive, car il n'y a pas de bruits de moteur durant la course. Les seuls sons audibles sont ceux provoqués par les obstacles, le crissement des pneus ou les coups portés aux adversaires.
Toutefois, il est possible de désactiver la musique dans les options du jeu : les courses se font alors dans les rugissements des moteurs, comme dans le précédent opus.
Le parcours du joueur est semé d'obstacles. Suivant la taille de l'obstacle, la vitesse du joueur et la position de la moto, ces obstacles peuvent le faire déraper, tomber ou bien sauter. Parmi les obstacles généraux que l'on retrouve à chaque course, on trouve des pierres, des tas de terre, des zones de chaussée brûlée, des flaques d'huile, du sable, des plots de travaux et des barrières. De plus, comme les courses se déroulent sur des routes, le joueur peut rencontrer des automobiles dans les deux sens de circulation, ou encore croiser des intersections avec d'autres routes.
Suivant le niveau, les courses ont des longueurs différentes (données en miles), et chaque course dispose d'obstacles spécifiques :
| Course                         | Niveau 1 | Niveau 2 | Niveau 3 | Niveau 4 | Niveau 5 | Obstacles spécifiques     |
| "Gold Rush" (Alaska)           | 5.6      | 7.8      | 10.5     | 12.7     | 15.1     | Ours, cerfs, élans        |
| "Molokai Express" (Hawaii)     | 5.7      | 8.0      | 10.5     | 12.6     | 15.2     | Vaches, cerfs             |
| "Smokin' Mountain" (Tennessee) | 6.1      | 7.8      | 10.2     | 12.7     | 15.1     | Cerfs                     |
| "Hoodoo's Revenge" (Arizona)   | 5.9      | 7.8      | 10.1     | 12.8     | 14.7     | Rochers, crânes de bisons |
| "Maple Run" (Vermont)          | 6.2      | 8.0      | 10.4     | 12.7     | 15.1     | Vaches, cerfs             |

L'argent gagné à chaque course dépend du niveau et du rang du joueur à l'arrivée :
| Niveau | 1er rang | 2e rang | 3e rang |
| 1      | 1 000 $  | 750 $   | 500 $   |
| 2      | 2 000 $  | 1 500 $ | 1 000 $ |
| 3      | 4 000 $  | 3 000 $ | 2 000 $ |
| 4      | 6 000 $  | 4 500 $ | 3 000 $ |
| 5      | 10 000 $ | 7 500 $ | 5 000 $ |

Ne sont indiqués ici que les prix pour les trois premiers rangs. Si le joueur n'arrive pas à se qualifier, il remporte tout de même une somme d'argent, mais devra rejouer la course. Pour l'exemple, au niveau 1, les gains s'échelonnent de 10 $ à 1 000 $.

### Adversaires et moyens de défense
Chaque course voit s'affronter 15 adversaires (dont le joueur). Chaque adversaire est différent et dispose d'une moto plus ou moins rapide et d'un niveau d'agressivité spécifique.
Leurs noms varient suivant le niveau du jeu. Ils sont indiqués ici par ordre approximatif de niveau (vitesse, agressivité) croissant :
- Niveau 1 : Ralph, Slug, Bunker, Rude Boy, Axle, Lesley, Viper, Kakana, Roz, Slater, Buffy, Natasha, Lawson, P.E. NO.1
- Niveau 2 : Leslie, Axle, Buffy, Rude Boy, Kakana, Slater, Lawson, Roz, Ikira, P.E. NO.1, Chino, Natasha, Sven, Jorg
- Niveau 3 : Rude Boy, Axle, Buffy, Kakana, Roz, Lawson, Slater, Ikira, Chino, P.E. NO.1, Jorg, Sven, Biff, Natasha
- Niveau 4 : Buffy, Lawson, Axle, Roz, Chino, Kakana, Slater, Sven, Ikira, Jorg, Natasha, Warhammer, P.E. NO.1, Biff
- Niveau 5 : Axle, Buffy, Lawson, Roz, Chino, Kakana, Slater, Ikira, P.E. NO.1, Jorg, Sven, Biff, Warhammer, Natasha

La police tente également d'arrêter le joueur, par des patrouilles en moto ou des barrages. Si le joueur se fait arrêter (après être tombé à proximité d'un policier ou après avoir stationné trop longtemps sans bouger), la course s'arrête et le joueur doit payer une amende. Le montant de l'amende dépend du niveau :
- Niveau 1 : 200 $
- Niveau 2 : 400 $
- Niveau 3 : 600 $
- Niveau 4 : 800 $
- Niveau 5 : 1 000 $

Le joueur a la possibilité d'attaquer ses adversaires à l'aide de ses poings, d'une matraque ou d'une chaîne (la matraque, et surtout la chaîne étant bien plus puissantes qu'un simple coup de poing). Pour disposer d'une matraque ou d'une chaîne, le joueur doit la voler à un adversaire proche. Pour cela, il doit porter un coup à son adversaire en même temps que celui-ci. Chaque coup porté diminue la santé de l'adversaire ou du joueur. Les barres de santé reviennent lentement à leur niveau initial d'elles-même. Si la barre de santé du joueur ou d'un adversaire tombe à zéro, celui-ci tombe de sa moto.
Le joueur peut donner un coup de poing plus puissant en le préparant à l'avance (en maintenant haut + C, puis en relâchant à portée d'un adversaire). Toutefois, il est alors plus difficile de manœuvrer.
Le joueur peut également donner un coup de pied qui n'enlève pas de santé à l'adversaire mais le repousse violemment (bas + C).

### Réparations
Si le joueur provoque trop d'accidents et que l'état de la moto descend à zéro, la moto explose. La course se termine et le joueur doit payer la réparation de sa moto. Plus la moto est évoluée, plus la réparation coûte cher.

### Motos
Le joueur commence avec 1 000 $ en poche et la moto Shuriken 400. Avec l'argent qu'il gagne à la fin de chaque course et en revendant sa moto, le joueur peut s'en acheter une nouvelle parmi les suivantes. Changer de moto est essentiel pour rester dans la course, les adversaires changeant eux aussi de moto à chaque niveau.

#### Classe ULTRA LIGHT
Un ensemble de motos légères et de puissance moyenne.
| Moto            | Vitesse maximale en MPH | Puissance en HP (Chevaux) | Poids en LBS (Livres) | Prix en $ | Couleur |
| Shuriken 400    | 120                     | 50                        | 350                   | 3 500     |         |
| Panda 500       | 125                     | 60                        | 380                   | 4 500     |         |
| Shuriken TT 250 | 138                     | 85                        | 290                   | 10 000    |         |
| Panda 900       | 147                     | 120                       | 390                   | 15 000    |         |
| Banzai 7.11     | 156                     | 145                       | 380                   | 22 000    |         |

#### Classe SUPER BIKE
Des motos plus puissantes et plus lourdes.
| Moto          | Vitesse maximale en MPH | Puissance en HP (Chevaux) | Poids en LBS (Livres) | Prix en $ | Couleur |
| Panda 600     | 131                     | 90                        | 410                   | 6 000     |         |
| Banzai 600    | 128                     | 85                        | 450                   | 6 500     |         |
| Banzai 750    | 140                     | 115                       | 475                   | 11 000    |         |
| Shuriken 1000 | 150                     | 140                       | 515                   | 16 000    |         |
| Diablo 1000   | 160                     | 160                       | 400                   | 28 000    |         |

#### Classe NITRO CLASS
Le top des motos des classes précédentes avec une fonction Nitro. Les motos Nitro Class ont ceci de particulier qu'elles disposent une jauge de Nitro (au sens de booster dans le jeu vidéo) leur permettant d'augmenter temporairement la vitesse de la moto de 20 MPH pendant quelques secondes. Le joueur peut activer le mode Nitro en appuyant deux fois à la suite sur la touche d'accélération (B par défaut). Il ne peut le faire qu'un nombre de fois limité par course.
| Moto            | Vitesse maximale en MPH (avec Nitro) | Charges de Nitro | Puissance en HP (Chevaux) | Poids en LBS (Livres) | Prix en $ | Couleur |
| Banzai 600 N    | 128 (144)                            | 4                | 100                       | 410                   | 8 500     |         |
| Banzai 750 N    | 140 (158)                            | 5                | 135                       | 475                   | 14 000    |         |
| Shuriken 1000 N | 150 (170)                            | 6                | 160                       | 515                   | 20 000    |         |
| Banzai 7.11 N   | 155 (175)                            | 7                | 165                       | 385                   | 28 000    |         |
| Diablo 1000 N   | 160 (182)                            | 8                | 180                       | 350                   | 38 000    |         |

#### Wild Thing 2000
La moto Wild Thing 2000 est une moto cachée, accessible uniquement à partir d'une combinaison de touches particulières ou avec un mot de passe. Ses caractéristiques précises sont inconnues, mais elle peut aller jusqu'à 200 MPH et dispose de Nitro à volonté.

## Équipe de développement
- Programmation : Dan Geisler, Matthew Hubbard
- Graphismes : Peggy Brennan, Keith Bullen, Arthur Koch, Matthew Sarconi
- Musique et sons : Tony Berkeley, Rob Hubbard, Don Veca
- Production : Randall Breen
- Direction technique : Kevin McGrath
- Assistant de production : Stephen Murray

## Accueil
| Publication                         | Note                        |
| ----------------------------------- | --------------------------- |
| EU Die Hard Game Fan                | 91 %                        |
| RU Sega Power                       | 93 %                        |
| Compilations de plusieurs critiques |                             |
| GameRankings                        | 86 % (basé sur 3 critiques) |

À sa sortie en 1992, la presse spécialisée salue l'évolution que représente le mode deux joueurs de Road Rash II par rapport à son prédécesseur. Le jeu obtient les scores de 91 % et 95 % dans la page d'avis du magazine Die Hard Game Fan de décembre 1992.
Parmi les améliorations soulignées par les critiques du jeu, on note également les adversaires plus coriaces que dans le précédent opus, ainsi que la présence de séquences animées entre les courses.
Le magazine britannique Sega Power lui attribue le score de 93 % en janvier 1993,.
Aujourd'hui encore, le jeu Road Rash II continue d'accumuler les critiques positives. Le 22 juin 2003, le magazine Electronic Gaming Monthly donne les notes 8, 8, 8 et 7 sur 10, soit une moyenne de 7,75 sur 10,. Le 19 juillet 2004, le site Sega-16 donne la note de 9 sur 10 dans sa critique du jeu. Enfin, le 10 juin 2005, le site Honestgamers.com lui attribue également la note de 9 sur 10 dans sa critique.